# Billy Mitchell
Pour les articles homonymes, voir Bill Mitchell (homonymie) et Mitchell.
 (mars 2016).
Si vous disposez d'ouvrages ou d'articles de référence ou si vous connaissez des sites web de qualité traitant du thème abordé ici, merci de compléter l'article en donnant les références utiles à sa vérifiabilité et en les liant à la section « Notes et références ».
William (Billy) Mitchell (né le 29 décembre 1879, mort le 19 février 1936) est un général américain, pilote et pionnier de l'aviation militaire. Sa carrière dans l'armée fut parsemée de controverses et de problèmes avec sa hiérarchie. Il fut condamné par une cour martiale pour insubordination en 1925.

## Jeunesse
Mitchell est né à Nice en France en 1879. Son père, John L. Mitchell est sénateur du Wisconsin. Durant son enfance, il vit dans les environs de Milwaukee à West Allis. Son grand-père, Alexander Mitchell, était un politicien renommé du Wisconsin et fut à l'origine de la ligne de chemin de fer Milwaukee Road.
Billy Mitchell est élève au sein du Columbian College devenu par la suite l'Université George Washington. Au sein de cet établissement, il adhère à la fraternité Phi Kappa Psi. Il s'engage ensuite dans l'armée à l'âge de 18 ans, alors que les États-Unis sont en conflit avec l'Espagne. Il grimpe rapidement dans la hiérarchie, notamment grâce à l'appui de son père et rejoint l'U.S Army Signal Corps (corps des transmissions). Visionnaire, il prédit dès 1906 que les futurs conflits vont se jouer dans les airs et non plus uniquement au sol. Mitchell est instructeur à Fort Leavenworth dans le Kansas puis sert aux Philippines et en Alaska. Il est affecté à l'état-major général à l'âge record pour l'époque de 32 ans. On l'incorpore au sein de la division aéronautique du Signal Corps où il est responsable de l'aviation militaire américaine qui en est encore à un stade peu avancé. Il assure cette fonction jusqu'à la création de l'Army Air Service en 1918. En 1916, il prend des cours de pilotage à titre privé. L'armée l'a en effet considéré comme trop vieux et trop gradé pour un entraînement.

## Première Guerre mondiale
Le 6 avril 1917, les États-Unis entrent en guerre contre l'Allemagne. Mitchell, alors lieutenant-colonel, est immédiatement envoyé en France. Il collabore activement avec les commandants des armées de l'air britannique et française. Il étudie les techniques et les stratégies déployées dans le cadre du conflit et s'intéresse également aux avions européens. Mitchell a acquis un niveau de connaissances suffisant pour commencer la préparation des opérations aériennes américaines. On lui attribue rapidement la réputation d'un meneur infatigable et flamboyant. Il est élevé au rang de brigadier général et est à la tête de l'ensemble des unités américaines de combat aérien en France. En septembre 1918, il prépare et dirige une vaste opération aérienne dans le cadre de la bataille de Saint-Mihiel. Faisant partie des premières du genre, cette offensive marque un tournant dans l'histoire de l'aviation militaire puisque pas moins de 1 100 appareils, dont 700 chasseurs et 400 bombardiers, britanniques, italiens et français sont engagés contre des objectifs terrestres.
Considéré comme l'un des plus brillants militaires américains dans l'armée de l'air, au même titre qu'Eddie Rickenbacker, il est également populaire en Europe. Il reçoit la Distinguished Service Cross, la Distinguished Service Medal et plusieurs autres décorations attribuées par des pays alliés. En dépit de ses états de service, il s'attire les foudres de ses supérieurs au cours des 18 mois passés en France.

## Carrière après la guerre
Mitchell retourne aux États-Unis au début de 1919 et il est nommé directeur adjoint de l'Air Service tout en conservant son grade de brigadier général. Au sein de l'Air Service, il paraissait clair que Mitchell recevrait la fonction de directeur mais l'armée lui préfère le major général Charles T. Menoher de l'armée de terre qui était également commandant de la division Rainbow en France (42e d'infanterie). Ce choix exprime la volonté de conserver les forces aériennes sous le commandement opérationnel des forces terrestres.
Mitchell ne partage pas l'opinion relativement répandue qui avance que la Première Guerre mondiale est la guerre qui a mis un terme à tous les autres conflits et qui empêchera d'autres hostilités dans le futur. Sa relation avec ses supérieurs continue à se dégrader lorsqu'il attaque le département de la Guerre et le département de la Marine pour leur vision trop étroite — à ses yeux — du futur des forces aériennes et de leur potentiel. Mitchell recommande le développement d'appareils et d'équipements spécialisés : moteurs avec compresseurs, avions équipés de patins pour atterrir sur la neige, amélioration des systèmes de visée pour les bombardements, « torpilles aériennes » (concrétisées plus tard par les roquettes et les missiles). Il met en place l'utilisation des avions pour combattre les feux de forêt et réaliser des patrouilles le long des frontières. Il encourage la participation aux divers records relatifs à l'aéronautique : traversées des océans, tour en avion des États-Unis, etc. Il demande à ses pilotes d'essayer de rivaliser dans tous les domaines que ce soit la vitesse, l'endurance ou encore l'altitude afin de mettre en avant l'aviation. 
Mitchell se met à dos la marine en affirmant pouvoir couler des bâtiments dans des « conditions de guerre », et qu'il est en mesure de le prouver si on le laisse bombarder les cuirassés allemands capturés. En 1921, il réussit à couler plusieurs navires, dont le cuirassé allemand Ostfriesland et le navire américain Alabama.

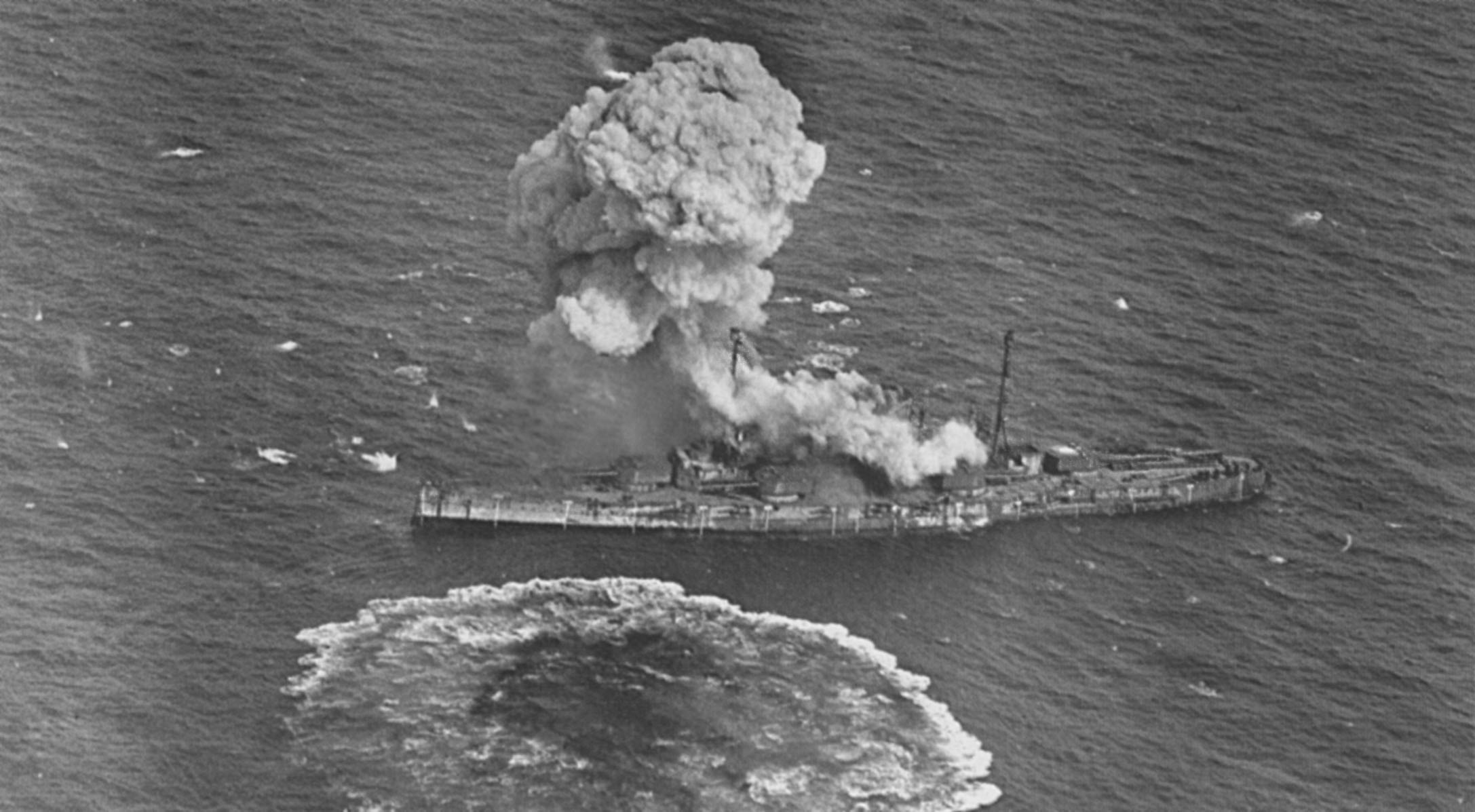
Essai de bombardement sur lOstfriesland en septembre 1921.

Les tests ne se font toutefois pas dans les mêmes conditions que celles que l'on peut rencontrer durant la guerre : le cuirassé Ostfriesland n'est pas commandé et ne réplique pas aux attaques par un feu nourri. La destruction quasi immédiate du cuirassé allemand ne permet pas aux ingénieurs de la marine de procéder à des essais avec différentes munitions, alors que ce protocole devait être suivi. Les pilotes de Mitchell passent outre et bombardent le navire lors d'une attaque coordonnée. Mitchell a toutefois obtenu la preuve que la flotte est vulnérable. En 1922, il rencontre son homologue italien, Giulio Douhet, un expert en aéronautique qui a écrit l'ouvrage The Command of the Air, un document que Mitchell diffuse peu après au sein de l'Air Service.
En 1924, les supérieurs de Mitchell l'envoient à Hawaii puis en Asie afin de l'écarter des devants de la scène militaire. Mitchell travaille alors sur un rapport de 324 pages qui prédit une guerre avec le Japon et l'attaque sur Pearl Harbor, une prémonition qui va devenir réelle une quinzaine d'années plus tard. Mais son analyse est ignorée à l'époque.
Il rencontre des difficultés au sein de l'armée avec Charles Menoher et Mason Patrick. Le Lampert Commitee de la Chambre des représentants des États-Unis propose de créer une armée de l'air indépendante de la marine et de l'armée de terre, ainsi qu'un département de la défense pour superviser ces trois entités. Mitchell a participé à l'ébauche de cette nouvelle vision des forces militaires qui ne plaît pas à tout le monde. Le département de la Guerre a approuvé la proposition qui vise à établir un quartier général pour l'Air Force, afin de moderniser et étendre l'Air Service, mais il se rétracte au vu des objections de la marine. Cette décision irrite profondément Mitchell.
En mars 1925, il est rétrogradé au rang permanent de colonel et transféré à San Antonio au Texas en tant qu'officier de l'armée de l'air dans un corps des forces terrestres. Si la rétrogradation n'était pas rare à l'époque (Mason Patrick avait lui-même été major général puis colonel), son application dans le cas de Mitchell apparaît comme une punition et une volonté de l'écarter. Il a tenté de rester directeur assistant de l'Air Service jusqu’au terme de son mandat mais le secrétaire de la Guerre John Weeks décide de le transférer.

## Cour martiale et retraite
Le 2 septembre 1925, le dirigeable Shenandoah s'écrase lors d'une tempête, tuant 14 membres d'équipage. Mitchell fait une déclaration où il accuse ouvertement pour leur « incompétence » les plus hauts gradés de l'armée de terre et de la marine. Il ajoute qu'il s'agit « presque d'une trahison dans l'administration de la défense nationale ».
Le président Calvin Coolidge demande qu'une cour martiale intervienne et Mitchell est accusé puis reconnu coupable d'insubordination. Il est suspendu du service actif pour une durée de cinq ans, sans paie durant cette période. Mitchell démissionne le 1er février 1926 et passe la décennie suivante à faire la promotion des forces aériennes. Son départ de l'armée réduit toutefois de manière significative son influence sur les décisions politiques et sur l'opinion publique.
Mitchell voit dans l'élection de Franklin D. Roosevelt (anciennement dans la marine), un avantage pour les forces aériennes. Il estime que ce nouveau président peut même le nommer assistant du secrétaire de la Guerre pour les forces aériennes ou même secrétaire de la Défense dans le cadre d'une restructuration de l'armée. Aucun de ces souhaits ne se concrétise et il meurt dans un hôpital de New York le 19 février 1936 des suites de la grippe et à cause de sa santé précaire. Il est inhumé au Forest Home Cemetery à Milwaukee.

## Hommage
Il est réhabilité de son action de plusieurs façons. Le président Harry Truman le promeut à titre posthume major general, son nom est donné au bombardier North American B-25 Mitchell. En 1946, le Congrès autorise la frappe d'une médaille spéciale en son honneur. Celle-ci est remise deux ans plus tard à son fils par le général Carl Spaatz, chef d’état-major des forces aériennes indépendantes nouvellement créées. 
En 1979, il entre au National Aviation Hall of Fame.
Le film Condamné au silence (titre original : The Court-Martial of Billy Mitchell) retrace la période qui aboutit à son procès en cour martiale et à son éviction de l'armée.